# Calomyscus darvishi
Calomyscus darvishi — вид гризунів з родини Calomyscidae. Мешкає в Ірані.